# Lune d'été
 (août 2025).
Motif : l'utilisateur qui a apposé ce bandeau n'a pas précisé le motif de la pose.
- Archive Wikiwix
- Bing
- Cairn
- DuckDuckGo
- E. Universalis
- Gallica
- Google
- G. Books
- G. News
- G. Scholar
- Persée
- Qwant
- (zh) Baidu
- (ru) Yandex
- (wd) trouver des œuvres sur Wikidata

| 1. | Préciser le motif de la pose du bandeau. | Précisez le motif de la pose du bandeau en utilisant la syntaxe suivante : {{admissibilité à vérifier\|date=août 2025\|motif=remplacez ce texte par le motif}}                  |
| 2. | Informer les utilisateurs concernés.     | Pensez à avertir le créateur de l'article, par exemple, en insérant le code ci-dessous sur sa page de discussion : {{subst:avertissement admissibilité à vérifier\|Lune d'été}} |

 (mai 2012).

Lune d'été  est un roman de fantasy français écrit par Sophie Audouin-Mamikonian. Deuxième tome de la série Indiana Teller, il a été publié par les éditions Michel Lafon le 29 mars 2012.

## Résumé
Un soir, Indiana Teller se réveille en sursaut dans le manoir de ses grands-parents à la suite d'un cauchemar, il se rend compte qu'il ne s'agissait pas d'un cauchemar, mais qu'il a utilisé involontairement son pouvoir de rebrousse-temps, il s'est téléporté en esprit. Cela signifie que Seamus O'Hara, le père de la « presque petite amie » d'Indiana, est chez lui, grièvement blessé.
Indiana prévient tout le monde et plusieurs loups-garous partent en hélicoptère à Missoula, ville où habite Seamus. A l'hôpital où il a été transféré, le sorcier-médecin et les loups-garous en déduisent que Seamus a été attaqué par un des leurs, un lycanthrope.
Cependant, après avoir discuté avec son ami Axel, semi (humain mordu par un loup-garou, en l’occurrence une louve-garou), Indiana pense que c'est un semi qui a attaqué Seamus. Mais si ce n'est pas Brandkel, leur pire ennemi, qui l'a attaqué, alors qui et pourquoi ?
Sur le parking de l'hôpital, Indiana, Katerina et Chuck, ami d'enfance loup-garou d'Indiana, sont abordés par cinq vampires, Annabelle, May Ling, Erick, Armand et un autre. Ils sont chargés d'enquêter et de retrouver trois vampires et deux fées. En effet, quand Brandkel a attaqué le Centre (hôpital des spéciaux) et enlevé la mère rebrousse-temps d'Indiana, certains pensionnaires se sont échappés. Après que les vampires sont partis, Indiana constate que Annabelle a usé de son charisme (envoutement vampirique) sur Katerina, afin qu'elle ne sache pas que des vampires venaient de discuter avec eux. Ulcérée par l'impact des créatures surnaturelles et des ennuis que lui cause Indiana, Katerian rompt avec ce dernier. Après le départ de Katerina, Indiana apprend que son ami Axel est tombé amoureux d'Annabelle.
Peu après, Indiana reçoit un appel de Tyler. Tyler, le fils de Louis Brandkel, ancien ami et maintenant ennemi et rival pour le cœur de Katerina. Tyler propose à Indiana de lui laisser Katerina et en échange, il lui rendra sa mère. Indiana comprend que Tyler est très amoureux de Katerina, au point de dormir avec son parfum et d'avoir involontairement blessé son père avec un semi. Indiana, espérant que Katerina comprenne, lui fait ses adieux. Partant dans la forêt entourant sa seconde résidence à Missoula, Indiana essaye d'utiliser son pouvoir de rebrousse temps. Mais il se téléporte à la nuit de la mort de son père, Benjamin Teller, 16 ans auparavant. On a raconté que la mère d'Indiana a tué son mari avec un couteau d'argent alors qu'il allait tuer leur fils, furieux qu'il ne soit pas loup. La grand-mère d'Indiana et Nanny, la femme qui s'occupa d'Indiana et qui est en couple avec Seamus, était arrivé juste après. Mais voilà, dans sa « vision », Indiana constate que sa grand-mère et Nanny était arrivé avant la mort de Benjamin. Utilisant son pouvoir d'alpha, Benjamin empêcha Nanny et sa mère de tenter de l'en empêcher et essaya de tuer son fils. La grand-mère sauta sur son fils, qui avait un couteau d'argent dans la main. Dans leur chute, Benjamin s'empala sur le couteau et mourût. Nanny et la grand-mère, Amber, firent alors croire que la mère d'Indiana, Jessica, avait tué son mari.
Indiana revient au présent et est heureux de savoir la vérité. Même si un détail étrange, lorsqu'il avait utilisé son pouvoir, Benjamin s'était transformé exactement comme un semi[style à revoir], à mi-chemin entre le loup et l'humain. Indiana est attaqué par un semi de Brandkel, mais parvient à s'échapper. Le semi est poursuivi par les loups de la meute du grand-père d'Indiana, Karl. Indiana projette alors de faire chanter Brandkel en capturant son fils Tyler. Pour ce faire, il décide de s'allier avec Annabelle la vampire. En utilisant à l'abri des regards son pouvoir, Indiana voit que Tyler essaye d'emmener Katerina (ou plutôt kidnapper) à l'université. Indiana, Axel, Chuck, Annabelle et Dave, l'adjoint du grand-père d'Indiana, partent à l'université. Mais Tyler a rejoint les trois vampire fugitifs. C'est alors qu'Annabelle déclare qu'elle est la fille de l'un des vampire, lord Brandon. Ce dernier ignorait son existence car la grossesse de la mère humaine d'Annabelle dura cinquante ans, au prix de la vie de cette dernière. Annabelle est donc une « SangVol », une fille d'un vampire et d'une humaine, hybride plus forte que les autres vampires.
Mais lord Brandon ne ressent rien pour sa fille, pas plus qu'elle pour lui. Ils commencent à se battre, avec les amis d'Indiana, alors que Tyler essaye frénétiquement d'entraîner Katerina dans une voiture. Indiana parvient à capturer Tyler mais Katerina s'est fait enlever par lord Brandon. Indiana et Annabelle parviennent à retrouver Katerina et à capturer lord Brandon. Mais à son réveil, Indianna constate que Katerina s'est faite « compulser »(sorte de charme). Brandon a fait usage de son charisme afin de persuader Katerina que son amour est Tyler. Juste après que Indiana a informé sa grand-mère Amber qu'il savait qu'elle avait involontairement tué son fils, il lui demande d'être prête à envoyer un message aux "Hauts Seigneurs Vampires"  et ainsi leur révéler que Brandon est capable d'hypnotiser les vampires aussi bien que les autres créatures afin de posséder un moyen de pression non négligeable pour la suite des événements.
Indianna va voir lord Brandon au Centre et à force de discussion, Indiana comprend ce que veut Brandon. La mort d'Annabelle, en échange de la délivrance de Katerina. Pendant la discussion, Brandon a prétendu que les vampires ont mis au point des virus afin d'éliminer les autres spéciaux. Indiana espère que c'est du bluff. Une visioconférence a lieu avec Brandkel afin qu'il soit informé de l'accord qu'Indiana essaye de faire.